# Какуца Чолокашвили
Какуца Чолокашвили (на грузински: ქაქუცა ჩოლოყაშვილი) е грузински офицер (полковник), революционер и благородник.
Роден е на 14 юли 1888 година в Матани, Тифлиска губерния, в княжеския род Чолокашвили. През 1909 – 1912 година служи в драгунски полк в Русия и се уволнява като подпоручик. Мобилизиран след началото на Първата световна война, воюва като командир на ескадрон на Източния и Кавказкия фронт, както и в Персийската кампания. През 1917 – 1918 година участва в създаването на армията на независима Грузия и конфликтите, в които тя се включва – Руската гражданска война, Арменско-грузинската война, Съветско-грузинската война.
След окупацията на Грузия от съветските войски води тригодишна партизанска война срещу тях, но след неуспеха на Августовското въстание през 1924 година емигрира във Франция. Там той поддържа хладни отношения със социалдемократическото правителство в изгнание и е подложен многократни опити за изнудване и компрометиране от съветските тайни служби.
Какуца Чолокашвили умира от туберкулоза на 27 юни 1930 година в Паси. Днес той е смятан за национален герой на Грузия, като през 2005 година е препогребан с държавни почести в Пантеона „Мацминда“.